# Oxygène
Oxygène (укр. кисень) — перший всесвітньо відомий альбом французького композитора Жан-Мішеля Жарра, який вперше вийшов в Франції в грудні 1976 року під лейблом Disques Dreyfus за ліцензією Polydor. Ця платівка – "переворотний" альбом Жан-Мішеля Жарра. Більшість фанатів вважає його не лише найкращим альбомом Жарра, а й найкращим альбомом всієї класичної електронної музики.

## Запис
Альбом записаний на приватній студії Жан-Мішеля Жарра, змікшований в Gang Studio (Париж) з серпня по листопад 1976 року. Після того, як він закінчив запис Oxygene, цю студію (а насправді – орендовану квартиру) зайняв його конкурент — Дідье Маруані, який вслід за Oxygene записав свій дебютний альбом Magic Fly. Жарр записував Oxygene на дуже старий восьмидорожній магнітофон.

## Композиції
Написані і аранжовані Жан-Мішель Жарром.
1. "Oxygène (Part I)" – 7:40
2. "Oxygène (Part II)" – 8:08
3. "Oxygène (Part III)" – 2:55
4. "Oxygène (Part IV)" – 4:14
5. "Oxygène (Part V)" – 10:23
6. "Oxygène (Part VI)" – 6:20

Композиції Oxygene II, Oxygene IV та Oxygene V прозвучали на першому концерті Жарра в Україні 14 жовтня 2011 року.

## Учасники запису
- Жан-Мішель Жарр — синтезатори ARP, EMS Synthi AKS, EMS VCS 3, RMI Harmonic Synth, Farfisa Organ, Eminent, Mellotron, Rhythmin' Computer
- Michel Geiss — адаптування VCS і розробив нові інструменти
- Jean-Pierre Janiaud — інженер

## Інструменти
- ARP Sequencer
- ARP 2600
- ELECTRO-HARMONIX Electric Mistress
- ELECTRO-HARMONIX Small Stone (Mk1)
- EMS Synthi VCS3
- FARFISA Professional
- MAESTRO Echoplex tape delay
- KORG Mini Pops 7
- EMINENT 310 Unique
- MELLOTRON 400SM